# Dórida (Malá Ásie)

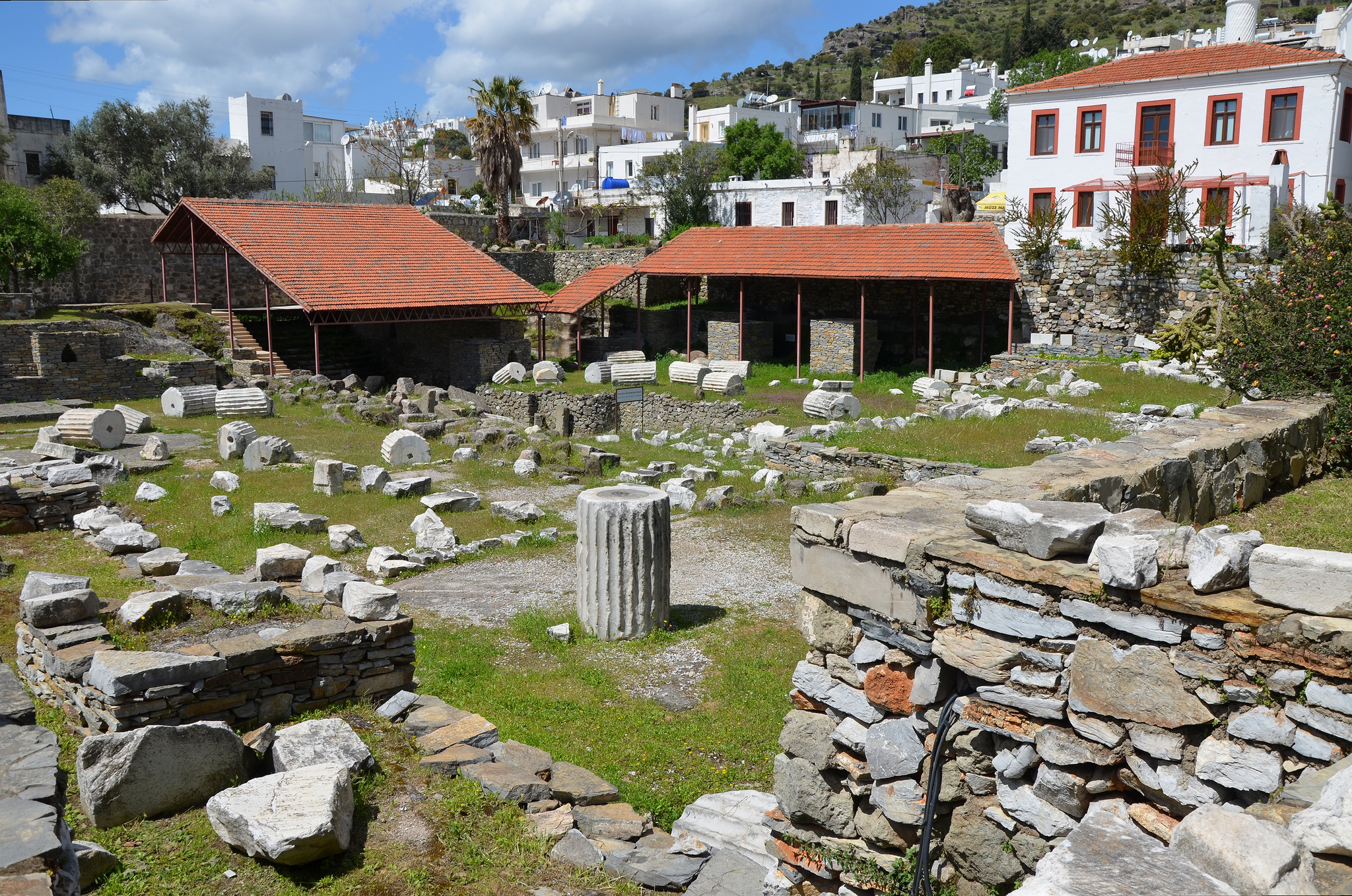
Starověká Anatolie Dórida

Dórida nebo Doris (řecky: ἡ Δωρίς) byla oblast starověké Malé Asie obývaná Dóry. Území je součástí dnešního Turecka.

## Historie
Archeologicky doložené souvislé osídlení zanechali řečtí Dórové v 7. století před Kristem a po nich bylo celé území součástí ostrovních států klasického Řecka. Halikarnas se stal hlavním městem za vládce Mausóla (376-353 př. n. l.).
Podle Plinia (v. 28) Caria mediae Doridi circumfunditur ad mare utroque latere ambiens, tj.Kárie obklopuje Doridu, která začíná v Knidosu, ze všech stran, s výjimkou pobřeží. V Dorské zátoce se nacházelo Leucopoli, Amassito atd. Jedná se nejpravděpodobněji o záliv Ceramicus Sinus.
Thucydidy (ii. 9) neoznačuje název podle regionu, ale podle v něm žijících lidí, Dórů.
Tolomeo (v. 2) při rozdělení své Asie, do Dóridy umístil Alicarnasso, Ceramo a Cnido.
Termín Dórida se v použití na část Asie u jiných spisovatelů neobjevuje.